# Jaroslav Hilbert

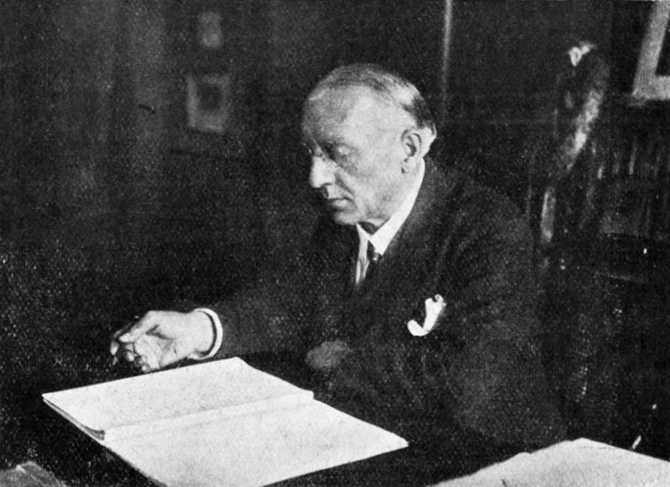
Jaroslav Hilbert, vor 1931

Jaroslav Hilbert (* 1871 in Laun; † 1936 in Prag) war ein tschechischer Dramatiker, Prosaist, Theaterkritiker, Publizist und Memoirenautor.

## Leben
Nach dem Abitur 1889 studierte er als Maschinenbauingenieur an der Tschechischen Technischen Universität Prag. Er unternahm einige Reisen ins Ausland, unter anderem nach Frankreich, Skandinavien, Italien, Sibirien, Japan und in die USA.
Er ist der jüngere Bruder des Architekten Kamil Hilbert.

## Werke
Er gilt als Begründer des tschechischen psychologischen Dramas. Unter dem Einfluss von Henrik Ibsen beschäftigte er sich um eine moderne, dramatische Ausdrucksweise.
- 16. únor 1903, 1903
- Blíženci, 1931
- Česká komedie, 1909
- Domů, 1923
- Druhý břeh, 1924
- Duch dramatiky, 1941
- Dům na náměstí, 1922
- Falkenštejn, 1903
- Hnízdo v bouři, 1917
- Hodinu manžely, 1891
- Irena, 1929
- Jejich štěstí, 1916
- Job, 1928
- Kolumbus, 1915
- Let královny, 1932
- Léto v Itálii, 1915
- Lili a jiné povídky, 1900
- Michael, 1934
- O Boha, 1898
- O dramatu, 1914
- Patria, 1911
- Pěst, 1905
- Podzim doktora Marka, 1922
- Prapor lidstva, 1926
- Psanci, 1900
- Rytíř Kura, 1910
- Sebrané spisy, 1922-31 (10 dílů)
- Sestra, 1933
- Spisovatelé a vlast, 1941
- Třidič štěrku, 1930
- Vina, 1896